# Řád dračího krále
Řád dračího krále je nejvyšší státní vyznamenání Bhútánského království.

## Historie a pravidla udílení
Řád byl založen králem Džigme Khesar Namgjel Wangčhugem dne 7. listopadu 2008. Udílen je za celoživotní službu Bhútánu a jeho lidu.

## Třídy
Řád je udílen ve dvou třídách:
- I. třída
- II. třída

## Insignie
Řádový odznak o průměru 60 mm má tvar velké pozlacené zdobené desky. Uprostřed je zlatý královský symbol na červeně smaltovaném, oranžově lemovaném pozadí.
Řádová hvězda se svým vzhledem shoduje s řádovým odznakem, její průměr je však 80 mm.
Stuha je oranžová s širokými bílými a tmavě oranžovými pruhy lemujícími oba okraje.

### Způsob nošení
Nošení řádových insignií závisí na oblečení příjemce. V případě  národních bhútánských šatů se I. třída skládá z řádového odznaku zavěšeného na velké stuze nošené kolem krku a hvězdy se stuhou nošené nalevo na hrudi. V případě II. třídy je odznak zavěšen na široké stuze na krku. Pokud jsou insignie nošeny na oblečení evropského stylu nebo na uniformě je v případě I. třídy řádový odznak zavěšen na široké stuze spadající z ramene na protilehlý bok a hvězda bez stuhy se nosí nalevo na hrudi. V případě II. třídy řádová hvězda chybí.